# HD 174179
HD 174179 är en ensam stjärna belägen i den södra delen av stjärnbilden Lyran. Den har en skenbar magnitud av ca 6,06 och är mycket svagt synlig för blotta ögat där ljusföroreningar ej förekommer. Baserat på parallax enligt Gaia Data Release 2 på ca 2,5 mas, beräknas den befinna sig på ett avstånd på ca 1 280 ljusår (ca 390 parsek) från solen. Den rör sig närmare solen med en heliocentrisk radialhastighet på ca –15 km/s.

## Egenskaper
HD 174179 är en blå till vit underjättestjärna av spektralklass B3 IVp där ’p’-suffixet anger spektralegenskaper hos en skalstjärna.  Den har en massa som är ca 6,6 solmassor, en radie som är ca 4 solradier och har ca 2 000 gånger solens utstrålning av energi från dess fotosfär vid en effektiv temperatur av ca 17 900 K.
HD 174179 är en Be-stjärna som ibland visar Balmer-emissionslinjer i dess spektrum. En studie från 1976 fann inga emissionsegenskaper, men stjärnan rapporterades i senare studier visa emissionslinjer.